# Candice Renoir/Episodenliste
Diese Episodenliste enthält die Episoden der ersten sieben Staffeln der französischen Kriminalfilmserie Candice Renoir, sortiert nach der französischsprachigen Erstausstrahlung. Die Fernsehserie umfasst derzeit zehn Staffeln mit 94 Episoden und ab Dezember 2022 zwei Spielfilme, die als 11. Staffel erfasst wurden.

## Übersicht
| Staffel                                       | Episodenanzahl | Französischsprachige Erstausstrahlung | Französischsprachige Erstausstrahlung | Deutschsprachige Erstausstrahlung | Deutschsprachige Erstausstrahlung |
| Staffel                                       | Episodenanzahl | Staffelpremiere                       | Staffelfinale                         | Staffelpremiere                   | Staffelfinale                     |
| --------------------------------------------- | -------------- | ------------------------------------- | ------------------------------------- | --------------------------------- | --------------------------------- |
| 1                                             | 8              | 19. April 2013                        | 10. Mai 2013                          | 4. Februar 2016                   | 25. Februar 2016                  |
| 2                                             | 10             | 5. April 2014                         | 3. Mai 2014                           | 3. März 2016                      | 31. März 2016                     |
| 3                                             | 10             | 28. März 2015                         | 25. April 2015                        | 26. Juli 2017                     | 30. August 2017                   |
| 4                                             | 10             | 23. April 2016                        | 28. Mai 2016                          | 30. August 2017                   | 4. Oktober 2017                   |
| 5                                             | 10             | 28. April 2017                        | 26. Mai 2017                          | 12. Oktober 2018                  | 9. November 2018                  |
| 6                                             | 10             | 27. April 2018                        | 17. Mai 2018                          | 16. November 2018                 | 14. Dezember 2018                 |
| 7                                             | 10             | 19. April 2019                        | 17. Mai 2019                          | 06. März 2023                     | 03. April 2023                    |
| 8                                             | 10             | 17. April 2020                        | 18. Juni 2020                         | 10. April 2023                    | 08. Mai 2023                      |
| 9                                             | 10             | 27. Mai 2021                          | 01. Juli 2021                         |                                   |                                   |
| 10                                            | 6              | 10. April 2022                        | 24. April 2022                        |                                   |                                   |
| 11 (ab hier in Spielfilmlänge von 90 Minuten) | 2              | 09. Dezember 2022                     | 01. November 2023                     |                                   |                                   |

## Staffel 1
Die Erstausstrahlung der französischsprachigen Originalfassung erfolgte ab dem 19. April 2013 beim französischen Sender France 2.
| Nr. (ges.) | Nr. (St.) | Deutscher Titel                               | Originaltitel                              | Erstausstrahlung FR | Deutschsprachige Erstausstrahlung (D) | Regie                   | Drehbuch                                              |
| --- | --------- | --------------------------------------------- | ------------------------------------------ | ------------------- | ------------------------------------- | ----------------------- | ----------------------------------------------------- |
| 1 | 1         | Alles auf Anfang                              | Il faut se méfier de l’eau qui dort        | 19. Apr. 2013       | 4. Feb. 2016                          | Christophe Douchand     | Solen Roy-Pagenault, Robin Barataud, Brigitte Peskine |
| Candice Renoir tritt ihren Dienst als Teamleiterin bei der Mordkommission in Sète an. Ihr neues Team begegnet ihr offen feindselig, allein die Kriminaltechnikerin Pascale ist nicht ganz so gehässig wie die beiden Männer im Team. Am Strand wird eine Frauenleiche entdeckt. Bei dem Opfer handelt es sich um Sophie Vauquiers, eine verheiratete Frau und Mutter aus einfachen Verhältnissen. Während Capitaine Dumas, der bisherige kommissarische Teamleiter, den Mord im Zusammenhang mit der Arbeit der Toten für einen Rüstungskonzern sieht, konzentriert sich Renoir auf das persönliche Umfeld des Opfers. Bei ihren Ermittlungen muss Renoir sich auch mit dem technischen Fortschritt und den neuen polizeilichen Verfahrensregeln vertraut machen. Der neue Nachbar der Familie, Hervé, stürzt Candice in ein Gefühlschaos. |           |                                               |                                            |                     |                                       |                         |                                                       |
| 2 | 2         | Wenn alle verrückt sind, ist niemand verrückt | Plus on est de fous, plus on rit           | 19. Apr. 2013       | 4. Feb. 2016                          | Christophe Douchand     | Solen Roy-Pagenault, Robin Barataud, Brigitte Peskine |
| Ein Buchhalter wird ermordet in seinem Garten aufgefunden. Die Ermittlungen ergeben, dass er eine Unterschriftenaktion gegen eine nahe gelegene Psychiatrische Klinik initiiert hatte, die ihren Patienten ungehinderten Zugang zum Wohnviertel des Ermordeten gewährte. In den Fokus der Ermittlungen gerät ein an Huntington erkrankter Patient der Klinik, der den Sohn des Ermordeten auf einem Spielplatz angesprochen hatte. Während ihr Team von der Schuld des Patienten überzeugt ist, ermittelt Renoir in eine andere Richtung. Die Spannungen innerhalb der Kollegen eskalieren, Renoirs Team beantragt geschlossen deren Versetzung. Schließlich sorgt eine Wette zwischen Capitaine Dumas und Renoir dafür, dass geklärt wird, wer das Team auch in Zukunft leitet. Die Rivalitäten der Kollegen zeigen Renoir dann auch indirekt den richtigen Weg, der zur Aufklärung des Mordfalls führt. |           |                                               |                                            |                     |                                       |                         |                                                       |
| 3 | 3         | Was zählt ist der Rausch                      | Pourvu qu'on ait l'ivresse                 | 26. Apr. 2013       | 11. Feb. 2016                         | Christophe Douchand     | Solen Roy-Pagenault                                   |
| Nach einem Einsatz gegen einen Sexualstraftäter befindet sich Renoir im Krankenhaus. Dort trifft sie Arthur, der beim Hafenfest von der Hafenmauer ins Wasser gestürzt war. Zwar gibt er an, dass ihn jemand gestoßen habe, allerdings glaubt ihm Dumas nicht und nimmt an, dass es ein alkoholbedingter Unfall war. Renoir stellt jedoch fest, dass in den letzten Monaten zwei Jugendliche nach einem Sturz von der Hafenmauer ums Leben gekommen waren und nimmt Kontakt zur Mutter eines der Opfer auf. Von ihr bekommt sie den Hinweis auf Michael Bellon und ermittelt, dass dieser und Arthur ein Unternehmen betreiben, das Studentenpartys mit Alkohol beliefert. Währenddessen verschwindet Arthur nach seiner Entlassung aus dem Krankenhaus spurlos. |           |                                               |                                            |                     |                                       |                         |                                                       |
| 4 | 4         | Ehre, wem Ehre gebührt                        | À tout seigneur, tout honneur              | 26. Apr. 2013       | 11. Feb. 2016                         | Christophe Douchand     | Solen Roy-Pagenault, Olivier Laneurie                 |
| Auf einer Müllhalde wird die Leiche der jungen attraktiven Cecile entdeckt. Sie wurde stranguliert. Die Ermittlungen des Teams ergeben, dass die junge Frau neben ihrem Job als Buchhaltungshelferin in einem Unternehmen unter dem Namen „Chiara“ als Prostituierte Geld verdiente. Ihr letzter Auftrag war der für die Beförderungsfeier von Romain Duteil, der bei der Reinigungsfirma Garcia Entretien zum Abteilungsleiter aufgestiegen war. Nach der offiziellen Feierlichkeit hatten sich Duteil, Firmenchef Garcia und dessen Geschäftspartner Martel zu einer Privatfeier mit Cecile zurückgezogen. Duteil verlor aufgrund von Amphetaminen und Alkohol das Bewusstsein und wachte später im Whirlpool neben der toten Cecile auf. Ein Mitarbeiter des Reinigungsunternehmens schaffte die Leiche beiseite. Seine Aussage macht Duteil zum Hauptverdächtigen. Doch Renoir hat Zweifel daran, dass Duteil der Täter sein soll. Bei der Aufklärung des Falles gerät die Ermittlerin in Gefahr. |           |                                               |                                            |                     |                                       |                         |                                                       |
| 5 | 5         | Wer anderen eine Grube gräbt                  | Tel est pris qui croyait prendre           | 3. Mai 2013         | 18. Feb. 2016                         | Nicolas Picard-Dreyfuss | Solen Roy-Pagenault, Olivier Laneurie                 |
| In einem Hotel wird der an Leukämie erkrankte und im Rollstuhl sitzende Stéphane Combas von der Brüstung des ersten Stocks hinabgestoßen. Zwar überlebt er den Sturz, liegt aber schwerstverletzt im Krankenhaus und kann nicht befragt werden. Der Portier Omar will gesehen haben, wie ein junger Asiate vom Tatort weglief. Die Teilnehmer einer illegalen Pokerrunde, die von Omar in einem Hotelzimmer veranstaltet wurde, bestätigen dies. Im Hotelzimmer von Combas finden sich die verordneten Schmerzmittel allerdings nicht. Auch der Arzt, bei dem Combas in Behandlung gewesen sein soll, hat weder Rezepte ausgestellt noch Behandlungen durchgeführt. Die Ehefrau des Opfers kann Erklärungen für diese Ungereimtheiten liefern. Auch stellt Renoir durch Zufall fest, dass das Hotel stundenweise schwarz an Paare vermietet wird. Die entscheidenden Hinweise liefert die Befragung des Paares, das sich im Zimmer neben dem des Opfers aufhielt, sowie die Auswertung des Weblogs des Opfers. Während der laufenden Ermittlungen wird Brigadier Medjaoui Vater einer Tochter. |           |                                               |                                            |                     |                                       |                         |                                                       |
| 6 | 6         | Reich ist, wer anderen nichts schuldet        | Est assez riche qui ne doit rien           | 3. Mai 2013         | 18. Feb. 2016                         | Nicolas Picard-Dreyfuss | Elsa Marpeau                                          |
| Maud Bucaille wird tot aufgefunden, offenbar vergiftet. Da es keine Anzeichen von Gewalteinwirkung gibt, glaubt Capitaine Dumas an Selbstmord. Nach einem Gespräch mit dem Ehemann des Opfers zweifelt Renoir allerdings daran. Das Ehepaar war erst vor einem Jahr von einem Auslandsaufenthalt aus Singapur zurückgekehrt und insbesondere Maud hatte Probleme, sich wieder zu integrieren. Renoir erkennt sich darin wieder, da es ihr ähnlich ergangen ist. Zu allem kommt hinzu, dass ihr Noch-Ehemann Laurent wieder im Land ist und derzeit bei ihr wohnt. Es stellt sich heraus, dass Maud Bucaille wegen ihrer überwundenen Kaufsucht regelmäßig Treffen der „Anonymen Abhängigen“ unter Leitung der Therapeutin Agathe Levandon besuchte. Außerdem ging sie einem Nebenjob als Masseurin in einem Wellness-Hotel nach und pflegte den schwer kranken Alain Couturier, sehr zum Missfallen von dessen Tochter. An Motiven und möglichen Tätern mangelt es nicht, doch auch die Theorie vom Selbstmord ist noch nicht vom Tisch. |           |                                               |                                            |                     |                                       |                         |                                                       |
| 7 | 7         | Wehe dem, der das Unglück bringt              | Malheur à celui par qui le scandale arrive | 10. Mai 2013        | 25. Feb. 2016                         | Nicolas Picard-Dreyfuss | Anne Rambach, Marine Rambach                          |
| Der 17-jährige Nathan wird ermordet aufgefunden. Er war ein sehr guter Schüler und wuchs nach dem Tod seiner Mutter bei seinem Vater auf. Die Ermittler finden bei ihm ein Paket Marihuana und am Tatort den Fingerabdruck des Dealers Mario. Dieser hatte sich nach seiner letzten Entlassung aus dem Gefängnis dem Evangelikalismus zugewandt, eine Kirchengemeinde gegründet und dort unter anderem sexuelle Enthaltsamkeit vor der Ehe gepredigt. Aus diesem Grund beendete Juliette die Beziehung zu Nathan, als sie und ihre Mutter Mitglied der Gemeinde von Mario wurden. Dann taucht jedoch ein virales Video auf, das Nathan und Juliette beim Geschlechtsverkehr zeigt. Des Weiteren stellt sich heraus, dass Nathans Vater Etienne heimlich Cannabis angebaut hatte, um das Einkommen der Familie aufzubessern. Von ihm hatte Nathan das Marihuana gestohlen, um mit dem Verkaufserlös durchbrennen zu können. Während der Ermittlungen verhält sich Renoirs Kollegin Chrystelle seltsam, so, als würde sie ein privates Geheimnis hüten. Candice’ Nachbar Hervé beendet die Beziehung zu ihr, da Candice sich nicht entscheiden konnte, sich wirklich zu ihm zu bekennen. |           |                                               |                                            |                     |                                       |                         |                                                       |
| 8 | 8         | Der Zweck heiligt die Mittel                  | La fin justifie les moyens                 | 10. Mai 2013        | 25. Feb. 2016                         | Nicolas Picard-Dreyfuss | Jean-Marie Chavent, Thomas Luntz                      |
| Auf einer Bootswerft wird die ermordete Innenausstatterin Sabine Missoni gefunden. Sie war die Gewerkschaftsvertreterin der Belegschaft und verhandelte mit Werftinhaber Philippe Ferola über einen Sozialplan zur Rettung des nahezu bankrotten Unternehmens. Es stellt sich heraus, dass von einem der Computer im Büro der Werft eine anonyme Anzeige bei der Polizei eingegangen war, nach der Ferola illegal ukrainische Gastarbeiter beschäftigt. Die Ermittler finden heraus, dass nicht Sabine diese E-Mail geschrieben hatte. Zudem entging der Polizei bei den Ermittlungen einer der drei Ukrainer, der ein Verhältnis mit der Ermordeten hatte. Währenddessen wird Capitaine Dumas zu einer Spezialeinheit abkommandiert, die eine Serie von Raubüberfällen aufklären soll. Schließlich stellt sich heraus, dass Werftinhaber Ferola nicht nur mit dem Mord, sondern auch mit den Raubüberfällen zu tun hat und es kommt zum Showdown in einem Ladengeschäft. Währenddessen war Chrystelle für einige Tage verschwunden und Renoir entdeckt schließlich ihr Geheimnis. Auch in Renoirs Privatleben stehen Änderungen an. Hervé, der sich von Candice zurückgezogen hatte, zieht aus Sète weg. Mieter seines Hauses wird pikanterweise Renoirs getrennt lebender Ehemann Laurent. |           |                                               |                                            |                     |                                       |                         |                                                       |

## Staffel 2
Die Erstausstrahlung der französischsprachigen Originalfassung erfolgte ab dem 5. April 2014 beim belgischen Sender La Une.
| Nr. (ges.) | Nr. (St.) | Deutscher Titel                             | Originaltitel                                       | Erstausstrahlung BE | Deutschsprachige Erstausstrahlung (D) | Regie                   | Drehbuch                                          |
| --- | --------- | ------------------------------------------- | --------------------------------------------------- | ------------------- | ------------------------------------- | ----------------------- | ------------------------------------------------- |
| 9 | 1         | Kindermund tut Wahrheit kund                | La vérité sort de la bouche des enfants             | 5. Apr. 2014        | 3. März 2016                          | Nicolas Picard-Dreyfuss | Jean-Marie Chavent, Thomas Luntz                  |
| Mathieu Vivia, Jugendtrainer eines Rugby-Vereines, wird zusammengeschlagen aufgefunden. Aufgrund der lebensgefährlichen Verletzungen kann er nicht befragt werden. Bei den Ermittlungen stellt das Team um Renoir fest, dass die Wohnung des Opfers nahezu unbewohnt ist. Das Foto eines kleinen Mädchens bringt die Polizisten auf die Spur von Julien Lassalle. Es stellt sich heraus, dass Mathieu und Julien eine gleichgeschlechtliche Partnerschaft führten, das kleine Mädchen ist die Tochter des Paares. Ins Visier gerät Julien, der mit Mathieu zuvor einen heftigen Streit um die Frage hatte, ob das Paar heiratet oder nicht. Durch eine verdeckte Ermittlung von Capitaine Dumas im Rugby-Verein kommt der wahre Täter zum Vorschein. Währenddessen sorgt der Schuljahresbeginn für familiären Stress bei Renoir. Auch Laurent drängt sich wieder mehr in das Familienleben. |           |                                             |                                                     |                     |                                       |                         |                                                   |
| 10 | 2         | Mehrere Eisen im Feuer                      | Qui trop embrasse, mal étreint                      | 5. Apr. 2014        | 3. März 2016                          | Nicolas Picard-Dreyfuss | Ivan Piettre, Éric Eider                          |
| Auf einer Austernfarm wird unter Wasser die Leiche eines Studenten entdeckt. Er wurde mit einer Harpune ermordet. Das Team findet heraus, dass der aus bescheidenen Verhältnissen stammende junge Mann bei der Rentnerin Francesca zur Untermiete wohnte und knapp bei Kasse gewesen sein soll. Trotzdem fährt er einen getunten Peugeot, für den er mehrere tausend Euro ausgegeben hat. Durch Zufall entdeckt Renoir, dass Francesca einen Handel mit Hanfkeksen betreibt, für den der Student als Kurierfahrer tätig war. Das Verhältnis zwischen Francesca und dem Studenten sowie zu ihrem Nachbarn führt das Team schließlich zur Lösung des Falles. Privat hat Renoir Probleme, ihre Treffen mit Hervé und das Familienleben zu koordinieren. |           |                                             |                                                     |                     |                                       |                         |                                                   |
| 11 | 3         | Das Herz hat seine Gründe                   | Le cœur a ses raisons                               | 12. Apr. 2014       | 10. März 2016                         | Olivier Laneurie        | Olivier Laneurie, Solen Roy-Pagenault             |
| Bei der Polizei geht eine E-Mail ein, in welcher minutengenau der Tod eines Bergwerkunternehmers angekündigt wird. Renoir und Dumas eilen zu dem Opfer, können dessen Tod jedoch nicht verhindern. Todesursache war eine Fehlfunktion des Herzschrittmachers, was die Ermittler zu seinem behandelnden Arzt führt. Dort decken sie einen weiteren, ähnlichen, ebenfalls exakt angekündigten Todesfall auf. Die Herzschrittmacher werden von einer Firma exklusiv an das Krankenhaus geliefert, sodass die Ermittler in diesem Zusammenhang nach dem Täter suchen. Als sich jedoch herausstellt, dass die Herzschrittmacher per Fernsteuerung programmiert werden können, führen Ermittlungen im privaten Umfeld des Arztes schließlich zur Lösung. Capitaine Dumas trifft derweil auf seine Mutter, die als Anwältin für den verdächtigen Arzt tätig ist. |           |                                             |                                                     |                     |                                       |                         |                                                   |
| 12 | 4         | Unrecht bleibt Unrecht                      | Bien mal acquis ne profite jamais                   | 12. Apr. 2014       | 10. März 2016                         | Nicolas Picard-Dreyfuss | Anne Rambach, Marine Rambach, Solen Roy-Pagenault |
| Pablo Alves wurde von einer Brücke gestoßen. Zunächst deuten Spuren darauf hin, dass er als Sprayer unterwegs war, was sich allerdings als falsch herausstellt. Vielmehr betrieb das Opfer ein Unternehmen, das sich auf die Beseitigung von Graffiti spezialisiert hatte, und war Informant der Polizeiabteilung, die Sprayer verfolgt. Es gelingt dem Team, eine lange gesuchte Sprayerin zu verhaften, welche die Ermittler auf die Spur eines ehemaligen Sprayer-Trios führt. Das Opfer war einer davon, der zweite betreibt mittlerweile erfolgreich eine Galerie, der dritte hat der Szene gänzlich den Rücken gekehrt und arbeitet als Fahrer im Sozialwesen. Die Ermittlungen ergeben jedoch, dass zwischen den ehemaligen Freunden noch immer Kontakte bestanden, und Renoir findet darin das Motiv für die Tat und den Täter. |           |                                             |                                                     |                     |                                       |                         |                                                   |
| 13 | 5         | Der Mensch ist dem Menschen ein Wolf        | L'homme est un loup pour l'homme                    | 19. Apr. 2014       | 17. März 2016                         | Olivier Laneurie        | Solen Roy-Pagenault, Olivier Laneurie             |
| Die 17-jährige Alice will ihre Mutter Magali Fontanelle als vermisst melden, doch außer bei Renoir findet sie kein Gehör. Die Tierärztin ist seit drei Tagen verschwunden und Renoir sucht mit ihrem Hund die Praxis auf. Dort trifft sie den Ehemann der Ärztin an, der ihr erklärt, dass seine Frau nach Paris geflogen sei. Dies stellt sich als falsch heraus und schließlich wird die Leiche der Tierärztin im Garten der Familie gefunden. Daraufhin wird der Mann des Opfers als dringend tatverdächtig festgenommen, begeht aber in der Untersuchungshaft Selbstmord. Währenddessen finden die Ermittler eine Verbindung zwischen der Tierarztpraxis und dem neuen Freund ihrer Kollegin Chrystelle. Sie decken einen Schwarzhandel mit Chihuahuas auf und finden dort schließlich die Lösung des Falles. |           |                                             |                                                     |                     |                                       |                         |                                                   |
| 14 | 6         | Der Schein trügt                            | L'habit ne fait pas le moine                        | 19. Apr. 2014       | 17. März 2016                         | Stéphane Malhuret       | Elsa Marpeau                                      |
| Im Wald wird die halbnackte Leiche von Schwester Madeleine gefunden, die im nahe gelegenen Kloster gelebt hat. Sie wurde misshandelt, aber es liegt kein Sexualdelikt vor. Bei den Ermittlungen im Kloster begegnen die Nonnen den Ermittlern sehr reserviert, doch das Verhalten der jungen Schwester Jeanne weckt die Neugier von Renoir. Während sie sich für einige Tage in das Kloster begibt, gerät der Wildhüter des Waldes, in dem die Tote gefunden war, ins Zentrum der Ermittlungen. Er ist für eine 10 Jahre zurückliegende Vergewaltigung verantwortlich, bei der Schwester Madeleine seine Komplizin war. Während Madeleine ins Kloster eintrat, zog der Täter ins Ausland und beging in Mexiko und Afrika ähnliche Straftaten. Es stellt sich heraus, dass auch Schwester Jeanne zu den Opfern des Vergewaltigers zählte. Die Ermittler stehen nun vor der Frage, ob der Wildhüter seine ehemalige Komplizin ermordet hat und mit welchen Absichten Jeanne Schwester Madeleine in das Kloster gefolgt ist.                                                                                        |           |                                             |                                                     |                     |                                       |                         |                                                   |
| 15 | 7         | Man kann nur geben, was man hat             | La plus belle fille ne peut donner que ce qu'elle a | 26. Apr. 2014       | 24. März 2016                         | Stéphane Malhuret       | Jean-Marie Chavent, Thomas Luntz                  |
| Am Strand wird eine erwürgte Frau aufgefunden, die in einer nahegelegenen Feriensiedlung in ärmlichen Verhältnissen gelebt hat. Bei der Durchsuchung ihres Bungalows finden die Ermittler 8.000 Euro und geraten in einen Zuständigkeitsstreit mit einer Spezialeinheit unter Leitung von Commandant David Canovas. Dieser verfolgt den flüchtigen Marc Carlier, der unter anderem Verdächtiger in einem Casino-Raub ist und in der Bungalowsiedlung untergetaucht sein soll. Canovas vermutet, dass das Bargeld des Opfers aus diesem Raubüberfall stammt. Renoir jedoch ermittelt in Richtung Organhandel und hält den mittellosen ebenfalls in der Siedlung wohnenden Musiker Gilles für den Drahtzieher. Schließlich kann Carlier verhaftet werden und es stellt sich heraus, dass das Bargeld nicht aus dem Casino-Raub stammt und Täter und Motiv nicht im Organhandel zu suchen sind. Ein Ring am Finger des Opfers führt schließlich zur Lösung des Falles. |           |                                             |                                                     |                     |                                       |                         |                                                   |
| 16 | 8         | Wer die Rose liebt, erträgt auch ihren Dorn | La rose est amie de l'épine                         | 26. Apr. 2014       | 24. März 2016                         | Stéphane Malhuret       | Anne Rambach, Marine Rambach                      |
| Die Assistentin der Geschäftsleitung des Parfum-Herstellers Lacombe wurde vergiftet. Die Ermittler finden heraus, dass das Opfer im Besitz von Unterlagen über ein Parfum war, das erst in einigen Monaten auf den Markt kommen soll. Es ergibt sich der Verdacht, dass sie das Design eines Flakons für das neue Parfüm an Plagiatoren verkaufen wollte. Ins Visier der Ermittlungen gerät der Sicherheitschef des Unternehmens, der in der Wohnung des Opfers eine Überwachungskamera installiert hatte. Renoir hingegen ermittelt im Privatbereich der Inhaberfamilie Lacombe. Bei einem tragischen Schiffsunglück hatte Géraldine Lacombe ihren Ehemann verloren und führt das Unternehmen seitdem mit Hilfe ihres Schwiegervaters und ihres Sohnes Adam. Dieser kann sich mit Hilfe von Renoir mühsam an die Einzelheiten der Unglücksnacht erinnern und liefert damit den Schlüssel zur Lösung des Falles. |           |                                             |                                                     |                     |                                       |                         |                                                   |
| 17 | 9         | Schweigen ist Gold                          | Le silence est d'or                                 | 3. Mai 2014         | 31. März 2016                         | Olivier Barma           | Elsa Marpeau, Éric Eider                          |
| Das Team wird an die Küste zu einem ausgebrannten Motorboot gerufen, in dem sich eine verbrannte Leiche befindet. Anhand der Halterangaben des Bootes halten die Ermittler den Bootsbesitzer Daniel Langlois für das Opfer. Langlois war als Berufssoldat erst vor kurzem von einem Einsatz aus Mali zurückgekehrt. Sein Verhalten gibt Rätsel auf, denn er hatte seine Frau und seine Tochter mit einer Überwachungskamera beobachtet und von seinem Laptop aus rief er regelmäßig Seiten mit Escort-Girls auf. Die Ermittler finden heraus, dass die Ehefrau Sandrine sich mit sog. „Dildo-Partys“ Geld dazu verdiente, während die Tochter Manon ein Doppelleben geführt hat. Bei der Obduktion des verbrannten Opfers stellt sich nach Abgleich mit medizinischen Unterlagen heraus, dass es sich nicht um Daniel Langlois handelt. Mit Hilfe der Spezialeinheit unter Commandant Canovas gelingt es, Langlois zu stellen. Bei einem Schusswechsel wird Capitaine Dumas lebensgefährlich verletzt. |           |                                             |                                                     |                     |                                       |                         |                                                   |
| 18 | 10        | Wer schweigt, stimmt zu                     | Qui ne dit mot consent                              | 3. Mai 2014         | 31. März 2016                         | Olivier Barma           | Kilian Arthur, Ivan Piettre                       |
| Während Dumas im Koma liegt, wird das restliche Team zu einem Mord am Theater gerufen. Amira Bedani, eine junge algerische Schauspielerin, wurde erschlagen. Der Kreis der Verdächtigen ist groß, da sich zur Tatzeit im verschlossenen Theater die gesamte Schauspieltruppe aufhielt. Zunächst gerät der Regisseur Simon Ferrer ins Visier, kann jedoch rasch seine Unschuld nachweisen. Als nächster Verdächtiger kommt der Schauspieler Hugue Desrosières in Frage, da er dem Opfer ein heruntergekommenes Appartement zum Wucherpreis vermietet hatte. Doch auch er kann seine Unschuld beweisen und gibt an, dem Opfer eine Passkopie zugesandt zu haben, als dieses keine Dokumente bei sich hatte. Aufgrund zeitlicher Unstimmigkeiten zwischen diesen Angaben und der Einreise von Amira Bedani finden die Ermittler heraus, dass diese eine Zwillingsschwester namens Leila hatte. Als sich herausstellt, dass die Familie des Regisseurs Algerienfranzosen sind, liefert Commandant Canovas, der selber Algerienfranzose ist, bei einer Plauderei mit Renoir unwissentlich den entscheidenden Hinweis. |           |                                             |                                                     |                     |                                       |                         |                                                   |

## Staffel 3
Die Erstausstrahlung der französischsprachigen Originalfassung erfolgte ab dem 28. März 2015 beim Schweizer Sender RTS Un.
| Nr. (ges.) | Nr. (St.) | Deutscher Titel                         | Originaltitel                               | Erstausstrahlung CH | Deutschsprachige Erstausstrahlung (D) | Regie                   | Drehbuch                                        |
| ---------- | --------- | --------------------------------------- | ------------------------------------------- | ------------------- | ------------------------------------- | ----------------------- | ----------------------------------------------- |
| 19         | 1         | Der Überfluss ist besser als der Mangel | Mieux vaut l’abondance que le besoin        | 28. März 2015       | 26. Juli 2017                         | Stéphane Malhuret       | Solen Roy-Pagenault                             |
| 20         | 2         | Wer liebt, ist verletzlich              | Qui aime bien, châtie bien                  | 28. März 2015       | 26. Juli 2017                         | Stéphane Malhuret       | Fabienne Facco, Marc Kressmann                  |
| 21         | 3         | Wer sich aufgibt, bestraft sich selbst  | Qui se repent, se punit soi-même            | 4. Apr. 2015        | 2. Aug. 2017                          | Olivier Barma           | Marie-Alice Gadea                               |
| 22         | 4         | Abwesende haben immer Unrecht           | Les absents ont toujours tort               | 4. Apr. 2015        | 2. Aug. 2017                          | Olivier Barma           | Ivan Piettre, Éric Eider                        |
| 23         | 5         | Wenn nicht du, dann dein Bruder         | Si ce n’est toi c’est donc ton frère        | 11. Apr. 2015       | 9. Aug. 2017                          | Nicolas Picard-Dreyfuss | Anne Rambach, Marine Rambach                    |
| 24         | 6         | Hauptsache, es bleibt in der Familie    | Il faut laver son linge sale en famille     | 11. Apr. 2015       | 16. Aug. 2017                         | Nicolas Picard-Dreyfuss | Alexandra Julhiet, Jean-Marie Chavent           |
| 25         | 7         | Selbsthilfe ist Nächstenliebe           | Charité bien ordonnée commence par soi-même | 18. Apr. 2015       | 16. Aug. 2017                         | Nicolas Picard-Dreyfuss | Manon Dillys, Sébastien Le Delzir, Ivan Piettre |
| 26         | 8         | Die Wut ist blind                       | La colère est aveugle                       | 18. Apr. 2015       | 23. Aug. 2017                         | Stéphane Malhuret       | Kilian Arthur, Jérémie Marcus                   |
| 27         | 9         | Jeder ähnelt seinem Schmerz             | Tout homme ressemble à sa douleur           | 25. Apr. 2015       | 23. Aug. 2017                         | Stéphane Malhuret       | Anne Rambach, Marine Rambach                    |
| 28         | 10        | Der Schein trügt                        | Les apparences sont souvent trompeuses      | 25. Apr. 2015       | 30. Aug. 2017                         | Stéphane Malhuret       | Fabienne Facco, Marc Kressmann                  |

## Staffel 4
Die Erstausstrahlung der französischsprachigen Originalfassung erfolgte ab dem 23. April 2016 beim belgischen Sender La Une.
| Nr. (ges.) | Nr. (St.) | Deutscher Titel                                  | Originaltitel                                  | Erstausstrahlung BE | Deutschsprachige Erstausstrahlung (D) | Regie                   | Drehbuch                               |
| ---------- | --------- | ------------------------------------------------ | ---------------------------------------------- | ------------------- | ------------------------------------- | ----------------------- | -------------------------------------- |
| 29         | 1         | Kein Verrat ist unverzeihlich                    | Il n'est pas de trahison qu'on ne pardonne     | 23. Apr. 2016       | 30. Aug. 2017                         | Sylvie Ayme             | Eric Eider, Ivan Piettre               |
| 30         | 2         | Der Zweifel ist der Weisheit Anfang              | Le doute est un hommage qu'on rend à la vérité | 23. Apr. 2016       | 6. Sep. 2017                          | Sylvie Ayme             | Marie-Alice Gadéa, Solen Roy-Pagenault |
| 31         | 3         | Unser größter Feind sind wir selbst              | Notre pire ennemi est dans notre cœur          | 30. Apr. 2016       | 13. Sep. 2017                         | Stéphane Malhuret       | Anne Rambach, Marine Rambach           |
| 32         | 4         | Vorsicht ist besser als Nachsicht                | Mieux vaut prévenir que guérir                 | 30. Apr. 2016       | 13. Sep. 2017                         | Olivier Barma           | Jean-Marie Chavent, Alexandra Julhiet  |
| 33         | 5         | Aus den Augen, aus dem Sinn                      | Loin des yeux, loin du cœur                    | 7. Mai 2016         | 20. Sep. 2017                         | Nicolas Picard-Dreyfuss | Solen Roy-Pagenault                    |
| 34         | 6         | Wie die Mutter, so die Tochter                   | Telle mère, telle fille                        | 7. Mai 2016         | 20. Sep. 2017                         | Nicolas Picard-Dreyfuss | Solen Roy-Pagenault                    |
| 35         | 7         | Die ganze Wahrheit verschweigt man besser        | Toute vérité n'est pas bonne à dire            | 14. Mai 2016        | 27. Sep. 2017                         | Nicolas Picard-Dreyfuss | Marie-Alice Gadéa                      |
| 36         | 8         | Kein Rauch ohne Feuer                            | Pas de fumée sans feu                          | 14. Mai 2016        | 27. Sep. 2017                         | Stéphane Malhuret       | Anne Rambach, Marine Rambach           |
| 37         | 9         | Seine wahren Freunde erkennt man erst im Unglück | C'est dans le malheur qu'on reconnaît ses amis | 21. Mai 2016        | 27. Sep. 2017                         | Stéphane Malhuret       | Eric Eider, Ivan Piettre               |
| 38         | 10        | Auge um Auge und die Welt erblindet              | Œil pour œil et le monde deviendra aveugle     | 28. Mai 2016        | 4. Okt. 2017                          | Stéphane Malhuret       | Olivier Laneurie, Ivan Piettre         |

## Staffel 5
Die Erstausstrahlung der französischsprachigen Originalfassung erfolgte ab dem 28. April 2017 beim französischen Sender France 2.
| Nr. (ges.) | Nr. (St.) | Deutscher Titel                        | Originaltitel                      | Erstausstrahlung FR | Deutschsprachige Erstausstrahlung (D) | Regie                   | Drehbuch                              |
| ---------- | --------- | -------------------------------------- | ---------------------------------- | ------------------- | ------------------------------------- | ----------------------- | ------------------------------------- |
| 39         | 1         | Gebeichtet ist halb vergeben           | Faute avouée à demi pardonnée      | 28. Apr. 2017       | 12. Okt. 2018                         | Sylvie Ayme             | Marie-Alice Gadéa, Marc Kressmann     |
| 40         | 2         | Zwei Welten                            | Qui se ressemble s’assemble        | 28. Apr. 2017       | 12. Okt. 2018                         | Sylvie Ayme             | Fabienne Facco, Marc Kressmann        |
| 41         | 3         | Jugend hat keine Tugend                | ll faut que jeunesse se passe      | 5. Mai 2017         | 19. Okt. 2018                         | Sylvie Ayme             | Eric Eider, Ivan Piettre              |
| 42         | 4         | Geld stinkt nicht                      | L’argent n’a pas d’odeur           | 5. Mai 2017         | 19. Okt. 2018                         | Nicolas Picard-Dreyfuss | Kristel Mudry, Sébastien Vitoux       |
| 43         | 5         | Große Übel bedürfen starker Heilmittel | Aux grands maux les grands remèdes | 12. Mai 2017        | 26. Okt. 2018                         | Nicolas Picard-Dreyfuss | Marie-Alice Gadéa                     |
| 44         | 6         | Besser spät als nie                    | Mieux vaut tard que jamais         | 12. Mai 2017        | 26. Okt. 2018                         | Nicolas Picard-Dreyfuss | Alexandra Julhiet, Jean-Marie Chavent |
| 45         | 7         | Die Neugier ist ein Makel              | La curiosité est un vilain défaut  | 19. Mai 2017        | 2. Nov. 2018                          | Pascal Lahmani          | Marie Du Roy, Eric Vérat              |
| 46         | 8         | Bei Nacht sind alle Katzen grau        | La nuit, tous les chats sont gris  | 19. Mai 2017        | 2. Nov. 2018                          | Pascal Lahmani          | Agathe Robilliard, Ludovic Abgrall    |
| 47         | 9         | Was Frau will (1)                      | Ce que femme veut (1)              | 26. Mai 2017        | 9. Nov. 2018                          | Adeline Darraux         | Fabienne Facco, Marc Kressmann        |
| 48         | 10        | Was Frau will (2)                      | Ce que femme veut (2)              | 26. Mai 2017        | 9. Nov. 2018                          | Adeline Darraux         | Fabienne Facco, Marc Kressmann        |

## Staffel 6
Die Erstausstrahlung der französischsprachigen Originalfassung erfolgte ab dem 10. April 2018 beim Schweizer Sender RTS Un.
| Nr. (ges.) | Nr. (St.) | Deutscher Titel                                       | Originaltitel                                   | Erstausstrahlung CH | Deutschsprachige Erstausstrahlung (D) | Regie                   | Drehbuch                                             |
| ---------- | --------- | ----------------------------------------------------- | ----------------------------------------------- | ------------------- | ------------------------------------- | ----------------------- | ---------------------------------------------------- |
| 49         | 1         | Wer schön sein will, muss leiden                      | Il faut souffrir pour être beau                 | 10. Apr. 2018       | 16. Nov. 2018                         | Raphaël Lenglet         | Fabienne Facco, Virginie J. Perez, Marc Kressmann    |
| 50         | 2         | Rache wird am besten kalt serviert                    | La vengeance est un plat qui se mange froid     | 10. Apr. 2018       | 16. Nov. 2018                         | Raphaël Lenglet         | Fabienne Facco, Marc Kressmann                       |
| 51         | 3         | Wer zuletzt lacht, lacht am besten                    | Rira bien qui rira le dernier                   | 17. Apr. 2018       | 23. Nov. 2018                         | Pascal Lahmani          | Eric Eider, Ivan Piettre, Marc Kressmann             |
| 52         | 4         | Aus der Ferne ist gut lügen                           | À beau mentir qui vient de loin                 | 17. Apr. 2018       | 23. Nov. 2018                         | Pascal Lahmani          | Marie-Alice Gadéa, Olivier Prieur, Marc Kressmann    |
| 53         | 5         | Der beste Freund des Menschen                         | Le chien est le meilleur ami de l’homme         | 24. Apr. 2018       | 30. Nov. 2018                         | Pascal Lahmani          | Kristel Mudry, Sébastien Vitoux, Marc Kressmann      |
| 54         | 6         | Der Tropfen, der das Fass zum Überlaufen bringt       | C’est la goutte d’eau qui fait déborder le vase | 24. Apr. 2018       | 30. Nov. 2018                         | Adeline Darraux         | Eric Eider, Ivan Piettre, Marc Kressmann             |
| 55         | 7         | Der Weg zur Hölle ist mit guten Vorsätzen gepflastert | L’enfer est pavé de bonnes intentions           | 1. Mai 2018         | 7. Dez. 2018                          | Adeline Darraux         | Marie-Alice Gadéa, Agathe Robilliard, Marc Kressmann |
| 56         | 8         | Im Krieg wie auch im Krieg                            | À la guerre comme à la guerre                   | 1. Mai 2018         | 7. Dez. 2018                          | Adeline Darraux         | Nicolas Jean, Armelle Robert, Marc Kressmann         |
| 57         | 9         | Einigkeit macht stark (1)                             | L’union fait la force (1)                       | 8. Mai 2018         | 14. Dez. 2018                         | Nicolas Picard-Dreyfuss | Fabienne Facco, Marc Kressmann                       |
| 58         | 10        | Einigkeit macht stark (2)                             | L’union fait la force (2)                       | 8. Mai 2018         | 14. Dez. 2018                         | Nicolas Picard-Dreyfuss | Fabienne Facco, Marc Kressmann                       |

## Staffel 7
Die Erstausstrahlung der französischsprachigen Originalfassung erfolgte ab dem 28. März 2019 beim belgischen Sender La Une – die deutsche Erstausstrahlung auf Sat.1 emotions ab 6. März 2023.
| Nr. (ges.) | Nr. (St.) | Deutscher Titel                  | Originaltitel                           | Erstausstrahlung BE | Deutschsprachige Erstausstrahlung (D) | Regie           | Drehbuch                                                     |
| ---------- | --------- | -------------------------------- | --------------------------------------- | ------------------- | ------------------------------------- | --------------- | ------------------------------------------------------------ |
| 59         | 1         | Zwei Frauen, drei Täter          | Une femme avertie en vaut deux          | 28. März 2019       | 6. März 2023                          | Pascal Lahmani  | Marie-Alice Gadéa, Marc Kressmann                            |
| 60         | 2         | Die Hoffnung stirbt zuletzt      | L'espoir fait vivre                     | 28. März 2019       | 6. März 2023                          | Pascal Lahmani  | Virginie Parietti, Stéphane Brisset                          |
| 61         | 3         | Irren ist menschlich             | L'erreur est humaine                    | 4. Apr. 2019        | 13. März 2023                         | Pascal Lahmani  | Marie-Alice Gadéa                                            |
| 62         | 4         | Der fast perfekte Mord           | On ne prête qu'aux riches               | 4. Apr. 2019        | 13. März 2023                         | Pascal Lahmani  | Adeline Darraux, Marie-Alice Gadéa                           |
| 63         | 5         | Falscher Verdacht                | Prudence est mère de sûreté             | 11. Apr. 2019       | 20. März 2023                         | Pascal Lahmani  | Sébastien Vitoux, Kristel Mudry                              |
| 64         | 6         | Niemand kann aus seiner Haut     | Chassez le naturel, il revient au galop | 11. Apr. 2019       | 20. März 2023                         | Pascal Lahmani  | Fabienne Facco, Marc Kressmann                               |
| 65         | 7         | Wie trügerisch sind Weiberherzen | Souvent, femme varie...                 | 18. Apr. 2019       | 27. März 2023                         | Olivier Barma   | Marc Kressmann, Marie-Alice Gadéa                            |
| 66         | 8         | Das wird noch böse enden         | Jeux de main, jeux de vilain            | 18. Apr. 2019       | 27. März 2023                         | Olivier Barma   | Fabienne Facco, Alain Stern, Marc Kressmann                  |
| 67         | 9         | Der fehlende Stein               | Bon sang ne saurait mentir              | 25. Apr. 2019       | 3. Apr. 2023                          | Raphaël Lenglet | Marine Rambach, Anne Rambach, Marc Kressmann, Fabienne Facco |
| 68         | 10        | Zwei Seelen, ein Gedanke         | Les grands esprits se rencontrent       | 25. Apr. 2019       | 3. Apr. 2023                          | Raphaël Lenglet | Fabienne Facco, Marc Kressmann                               |

## Staffel 8
Die Erstausstrahlung der französischsprachigen Originalfassung erfolgte ab dem 9. April 2020 beim belgischen Sender La Une – die deutsche Erstausstrahlung auf Sat.1 emotions ab 10. April 2023.
| Nr. (ges.) | Nr. (St.) | Deutscher Titel                            | Originaltitel                                            | Erstausstrahlung BE | Deutschsprachige Erstausstrahlung (D) | Regie           | Drehbuch                                                                           |
| ---------- | --------- | ------------------------------------------ | -------------------------------------------------------- | ------------------- | ------------------------------------- | --------------- | ---------------------------------------------------------------------------------- |
| 69         | 1         | Von Hunden und Katzen                      | Comme chien et chat                                      | 9. Apr. 2020        | 10. Apr. 2023                         | Pascal Lahmani  | Jean-Marie Chavent, Luc Chaumar                                                    |
| 70         | 2         | Verbrannte Liebe                           | Souvent le feu éteint dort sous la cendre                | 16. Apr. 2020       | 10. Apr. 2023                         | Pascal Lahmani  | Kristel Mudry, Sébastien Vitoux, Fabienne Facco                                    |
| 71         | 3         | Was zu viel ist, ist zu viel               | Abondance de biens ne nuit pas                           | 23. Apr. 2020       | 17. Apr. 2023                         | Pascal Lahmani  | Fabienne Facco, Virginie J. Perez                                                  |
| 72         | 4         | Der Glaube an Wunder                       | Ce qui ne tue pas rend plus fort                         | 30. Apr. 2020       | 17. Apr. 2023                         | David Ferrier   | Vincent Germain                                                                    |
| 73         | 5         | Vom Loslassen und Zulassen                 | Tout vient à point à qui sait attendre                   | 7. Mai 2020         | 24. Apr. 2023                         | David Ferrier   | Brigitte Peskine, Virginie J. Perez, Cécile Berger, Stéphane Carrié                |
| 74         | 6         | Nur ein harmloses Spiel?                   | Fais ce que dois, advienne que pourra                    | 14. Mai 2020        | 24. Apr. 2023                         | David Ferrier   | Mariem Hamidat                                                                     |
| 75         | 7         | Jedes Töpfchen findet seine Deckelchen (1) | Il n’y a pas de grenouille qui ne trouve son crapaud (1) | 28. Mai 2020        | 1. Mai 2023                           | Pascal Lahmani  | Vincent Germain, Virginie J. Perez, Fabienne Facco, Cécile Berger, Stéphane Carrié |
| 76         | 8         | Jedes Töpfchen findet seine Deckelchen (2) | Il n’y a pas de grenouille qui ne trouve son crapaud (2) | 4. Juni 2020        | 1. Mai 2023                           | Pascal Lahmani  | Vincent Germain, Virginie J. Perez, Fabienne Facco, Cécile Berger, Stéphane Carrié |
| 77         | 9         | Wer Unrecht sät, wird Unheil ernten        | Qui sème l’injustice moissonne le malheur                | 11. Juni 2020       | 8. Mai 2023                           | Raphaël Lenglet | Vincent Germain, Virginie J. Perez, Marie-Alice Gadéa, Fabienne Facco              |
| 78         | 10        | Wie man sich bettet, so liegt man          | Comme on fait son lit on se couche                       | 18. Juni 2020       | 8. Mai 2023                           | Raphaël Lenglet | Marie-Alice Gadéa, Fabienne Facco                                                  |